# میکولا پاولوف
میکولا پاولوف (اوکراینی: Микола Петрович Павлов؛ زادهٔ ۲۰ ژوئن ۱۹۵۴) بازیکن فوتبال اهل اتحاد جماهیر شوروی سوسیالیستی است.
از باشگاه‌هایی که در آن بازی کرده‌است می‌توان به باشگاه فوتبال کریلیا سووتوف سامارا، باشگاه فوتبال دنیپرو، باشگاه فوتبال چورنومورتس اودسا، باشگاه فوتبال داینامو برست، و باشگاه فوتبال دینامو مینسک اشاره کرد.
وی همچنین در تیم ملی فوتبال شوروی بازی کرده‌است.